# انجمن منتقدان فیلم روسیه
انجمن منتقدان فیلم روسیه (به انگلیسی: Russian Guild of Film Critics) سازمانی روسی از منتقدان حرفه‌ای فیلم است که مرکز آن در مسکو واقع شده‌است. این انجمن که از سال ۱۹۹۹ عضوی از اتحادیهٔ بین‌المللی منتقدین فیلم (International Federation of Film Critics) یا به اختصار FIPRESCI است، فیلم‌های روسی و خارجی را نقد می‌کند. این انجمن از سال ۱۹۹۸، سالانه جوایزی را در بخش‌های مختلف اهدا می‌کند. نام جایزهٔ این انجمن که از سال ۱۹۹۸ تا ۲۰۰۴ «قوچ طلایی» نام داشت، از سال ۲۰۰۵ به «فیل سفید» تغییر پیدا کرد.